# Galerie nächst St. Stephan
Koordinaten: 48° 12′ 28″ N, 16° 22′ 33,1″ O

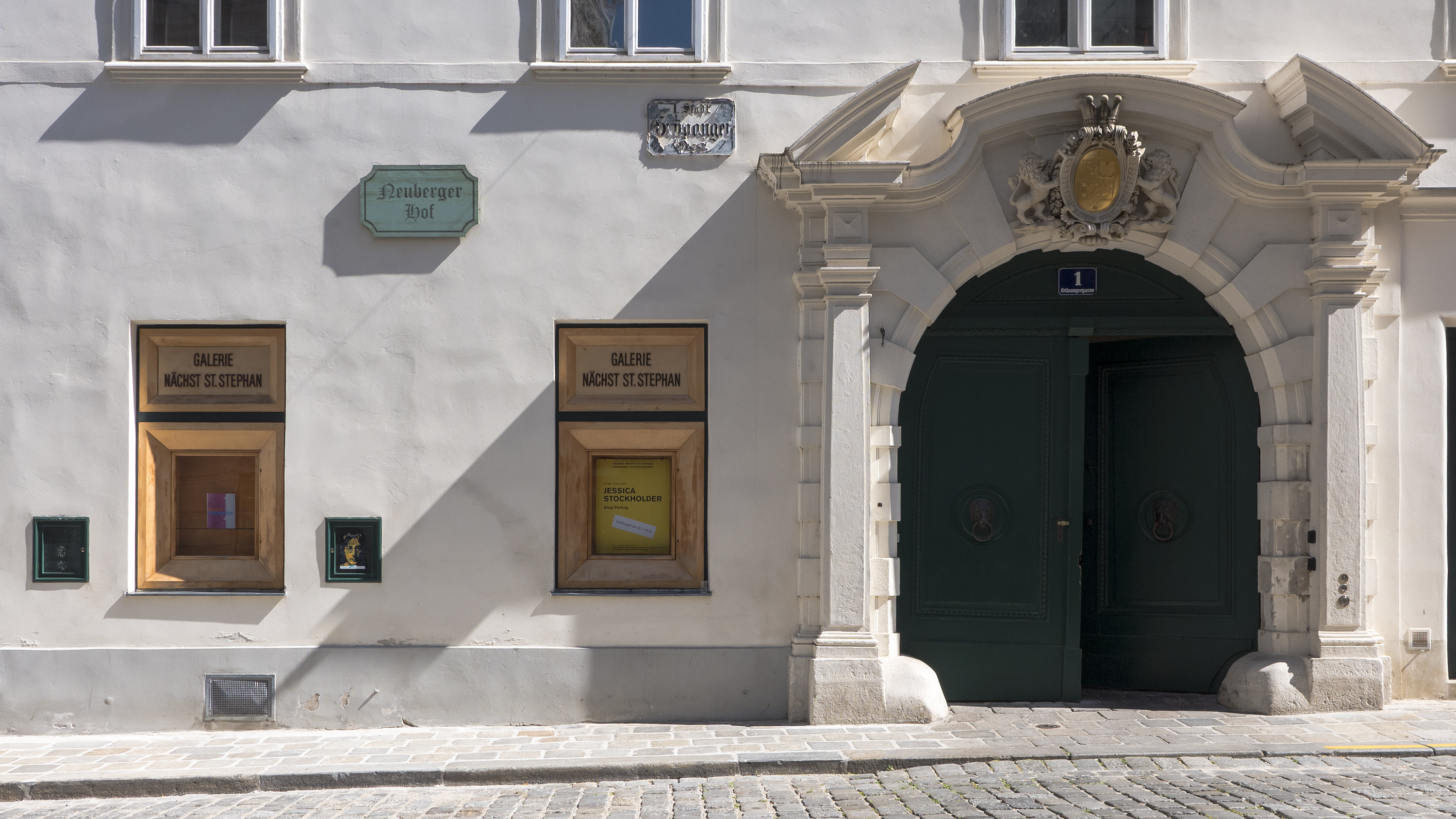
Galerie nächst St. Stephan

Die Galerie nächst St. Stephan ist eine Kunstgalerie in der Grünangergasse (Innere Stadt) in Wien.

## Neue Galerie Grünangergasse
Otto Kallir-Nirenstein gründete 1923 die Neue Galerie in der Grünangergasse. 1938 emigrierte er zunächst nach Paris, dann nach New York, wo er die Galerie St. Etienne (frz. Übersetzung von St. Stephan) gründete und vor allem Gustav Klimt, Egon Schiele und Oskar Kokoschka in den USA einführte. Die New Yorker Galerie existiert noch heute und wird von seiner Enkelin Jane Kallir betrieben. Die Galerie in der Grünangergasse wurde interimistisch bis 1952 von Vita Maria Künstler geleitet.

## Galerie St. Stephan / Galerie nächst St. Stephan
Die Malerin und Grafikerin Gertie Fröhlich machte Monsignore Otto Mauer auf die verwaiste Galerie in der Grünangergasse aufmerksam und machte ihn mit ihren Künstlerkollegen bekannt. Otto Mauer eröffnete 1954 in den Räumlichkeiten die Galerie St. Stephan, welche ab 1964 mit der Nennung Galerie nächst St. Stephan weitergeführt wurde. In einem Klima, das damals der Avantgarde gegenüber eher verschlossenen war, kam Otto Mauer die zentrale Funktion zu, den Künstlern Artikulationsmöglichkeiten zu bieten, die ihnen andernorts in Wien verwehrt waren. Mit Engagement und elementarer geistiger Potenz verlieh er der Galerie von Anbeginn an ein stark an Inhalten orientiertes Gepräge, sie wurde zunächst für Künstler wie Herbert Boeckl, Rudolf Szyszkowitz, Leopold Birstinger, den Otto Mauer schon im Bund Neuland kennengelernt hatte und schätzte, und Jüngere wie Peter Bischof zum Forum künstlerischer Auseinandersetzung. Ende der Fünfzigerjahre wandte sich Otto Mauer stärker dem Informel zu: die Galerie St. Stephan wurde Bezugspunkt und Forum für Oswald Oberhuber, Wolfgang Hollegha, Josef Mikl, Markus Prachensky, Arnulf Rainer, Maria Lassnig und andere. Gleichzeitig knüpfte Otto Mauer, europaweit als Redner, Sammler, Organisator und Künstlerfreund bekannt, die internationalen Kontakte der Galerie und initiierte einen regen Austausch mit der internationalen Avantgarde. 1958 fand das erste „Internationale Kunstgespräch“ statt, das in der Abtei Seckau/Stmk. in- und ausländische Kunsttheoretiker und Künstler versammelte. Die damit begründete Tradition, in regelmäßigen Abständen Tendenzen in der zeitgenössischen Kunst auf ihren aktuellen Stand hin zu überprüfen, wird bis heute fortgesetzt. Otto Mauer leitete die Galerie nächst St. Stephan bis zu seinem Tod im Jahr 1973. Sein Programm umfasste informelle Malerei, zeitgenössische Architektur, Installationen u. a. von Joseph Beuys, konzeptionelle Malerei und zeitgenössische Skulptur.
Oswald Oberhuber hatte schon während der sechziger Jahre die Ausstellungen der Galerie als Künstler und Organisator aktiv mitgestaltet. Nach dem Tod von Otto Mauer übernahm er die Leitung und führte die Tradition einer „Informationsgalerie“ weiter. Sein Interesse galt vor allem konzeptionellen Kunstrichtungen – er verstand seine Ausstellungen als lebendige Teilhabe an der Gegenwart, seine Arbeit als Künstler als permanente Veränderung. Die Literaten der Wiener Gruppe traten auf, die Wiener Aktionisten führten Performances vor, 1975 brachte die von Valie Export organisierte Ausstellung „Magna“ einen Überblick über weibliche Kreativität. Die Grazer Autorenversammlung hielt regelmäßig Lesungen in den Galerieräumen ab.
1978 wurde Rosemarie Schwarzwälder geschäftsführende Leiterin der Galerie und begann, projektbezogene Schwerpunkte zu setzen. Der Anspruch, dass die Galerie nächst St. Stephan im kulturell defizitären Klima zu Ende der siebziger Jahre Kulturarbeit leisten muss, wurde mit Ausstellungsprojekten, Veranstaltungen in Form von Konzerten, Vorträgen, Diskussionen, Lesungen und Performances verwirklicht. Es entstand eine Atmosphäre, die wieder offen war für neue Phänomene der Kunst, welche bislang nur außerhalb Österreichs zu finden waren.
Mit Projekten zum Thema „Neue Skulptur“ oder „Neue Geometrie“ knüpfte die Galerie am internationalen Diskurs wieder an. Die Ausstellung „Zeichen - Fluten - Signale. Neokonstruktiv und parallel“ (1984) vereinigte junge österreichische, Schweizer und deutsche Künstler wie John Armleder, Helmut Federle, Imi Knoebel, Franz Graf, Brigitte Kowanz, Heimo Zobernig und Gerwald Rockenschaub. Es entstanden die Schwerpunkte Abstraktion, Konzeptkunst und Minimal Art und damit eine professionelle Zusammenarbeit auch mit amerikanischen Künstlern.
Rosemarie Schwarzwälder ist seit 1987 Inhaberin der Galerie. Der Anspruch ihrer Arbeit ist ein zweifacher: zum einen aktuelle Tendenzen der Kunst wahrzunehmen und unter einem thematischen Aspekt aufzugreifen, zum anderen den historischen oder kulturellen Zusammenhang, in dem jene Tendenzen entstehen, zu thematisieren. Das Projekt „Abstrakte Malerei aus Amerika und Europa“ (1986) stellte mit Helmut Federle, Imi Knoebel, Gerhard Richter, Robert Mangold, Brice Marden und Robert Ryman zwei Künstlergenerationen aus zwei Kontinenten gegenüber. Die Ausstellung (1988) mit Jean Arp, Josef Albers und John McLaughlin nahm einen historischen Bezug zu den abstrakten Künstlern des Galerieprogramms. Das Projekt „Kulturen - Verwandtschaften in Geist und Form“ (1990) konfrontierte die Abstraktion des 20. Jahrhunderts mit Abstraktionsformen präkolumbianischer Kulturen Südamerikas, mit jenen des amerikanischen Süd- und Nordwestens, Thailands, Japans und Chinas und stellte gemeinsame Bezüge her. Die Ausstellung „Abstrakte Malerei zwischen Analyse und Synthese“ vereinte wiederum zwei Generationen europäischer und amerikanischer Maler, die sich mit den gegenwärtigen Möglichkeiten der Abstraktion auseinandersetzen.
Im Zusammenhang mit diesen thematischen Projekten veranstaltete die Galerie nächst St. Stephan jeweils ein Symposium – in der von Otto Mauer gegründeten Tradition des „Internationalen Kunstgesprächs“. Die Beiträge sind als Publikation erhältlich.
Daneben gibt die Galerie in regelmäßigen Abständen Kataloge zu einzelnen Künstlern heraus.
2009 wurde die Galerie im Palacio de Sástago in Saragossa (Spanien) in einer Gastausstellung mit ihren Künstlern vorgestellt.

## Publikationen (Auswahl)
- Über Mario Merz. 28. Internationales Kunstgespräch der Galerie nächst St. Stephan Wien, 28. und 29. Oktober 1983. Wien 1984.
(Texte von Dieter Ronte, Gottfried Boehm, Karl Wutt, Marlis Grüterich, Zdenek Felix, Germano Celant, Peter Weibel und Robert Fleck)
- Abstrakte Malerei am Beispiel von drei europäischen und drei amerikanischen Malern / Abstract Painting of America and Europe. Helmut Federle, Imi Knoebel, Gerhard Richter, Robert Mangold, Brice Marden, Robert Ryman. Ritter Verlag, Klagenfurt 1988, ISBN 3-85415-056-3.
(deutsch/englisch, Texte von Donald Kuspit, Anne Rorimer, Denys Zacharopoulos, Interviews von Robert Storr mit Brice Marden und Robert Mangold, Interview von Bernard Bürgi mit Helmut Federle)
- Kulturen. Verwandtschaften in Geist und Form. Verlag Rosemarie Schwarzwälder, Wien 1991, ISBN 3-85042-052-3.
(Texte von Mario Erdheim, Nicholas Fox Weber, Herbert Lachmayer, Adele Schlombs, Christian F. Feest, Donald Judd, Gottfried Boehm und Veit Loers)
- Abstrakte Malerei zwischen Analyse und Synthese / Abstract Painting Between Analysis And Synthesis. Verlag Rosemarie Schwarzwälder, Wien, Ritter Verlag, Klagenfurt 1992, ISBN 3-85415-105-5
(deutsch/englisch, Texte von Noemi Smolik, Joseph Marioni, Adrian Schiess, Heinrich Dunst, Perry Roberts, Lydia Dona, Helmut Federle, Davis Reed, John Zinsser und Stephen Ellis)
- Heinrich Dunst, Walter Pamminger, Riss / Lücke / Scharnier A // Rift / Gap / Hinge A. Stephan Rosemarie Schwarzwälder, Wien, Verlag Scheidegger und Spiess, Zürich 2010, ISBN 978-3-85881-301-5.
(deutsch/englisch, Texte von Heinrich Dunst, Walter Pamminger, Rainer Bellenbaum & Sabeth Buchmann, Patricia Grzonka)
- Word + Work. Wassiliy Kandinsky, Louise Bourgeois, Agnes Martin, Meret Oppenheim, Joseph Beuys, Donald Judd, Lee Ufan, Richard Tuttle, Helmut Federle, Ernst Caramelle, Alice Creischer, Liam Gillick, Andrea Fraser, Andreas Fogarasi. Rosemarie Schwarzwälder, Wien 2014, ISBN 978-3-85042-055-6.
- zahlreiche Künstlerkataloge